# John Giheno
John Giheno (* 1949; † 20. März 2017) war ein Politiker aus Papua-Neuguinea. Er war vom 27. März 1997 bis zum 2. Juni 1997 kommissarisch Premierminister von Papua-Neuguinea. Er übernahm das Amt von Sir Julius Chan, der wegen einer Affäre um die Anheuerung südafrikanischer Söldner zurücktreten musste.